# Нобель, Эммануил
Эммануил Нобель (также Иммануил, Эммануил Эммануилович Нобель; швед. Immanuel Nobel; 24 марта 1801 года, Евле, Швеция ― 3 сентября 1872 года, Хеленеборг, Стокгольм, Швеция) ― шведский и российский инженер, архитектор, изобретатель и промышленник. Основатель промышленной династии Нобелей.

## Биография

### Юность
Его отец Эммануил Нобель-старший служил фельдшером в шведской армии и был врачом больницы в Евле. Семья была сравнительно бедной. Родители не могли дать ему никакого формального образования, поэтому в детстве он имел лишь уроки частных учителей. В возрасте четырнадцати лет он стал матросом на шведском судне Фетида, на котором совершили путешествие по всему Средиземному морю. Когда ему исполнилось восемнадцать лет, он вернулся обратно в Швецию. В 1818 году он начал стажировку в компании Лоэлль в Евле, а в 1819 году поступил на учёбу в Королевскую академию свободных искусств в Стокгольме. Там он изучал наглядную геометрию, занимался вопросами эксплуатации и испытаний различных архитектурных конструкций. После завершения учёбы в Королевской академии искусств Нобель нанялся учителем в Технологический институт.

### Семья
В 1827 году он женился на Каролине Андриетте Альсель, которая происходила из весьма обеспеченной шведской семьи. Вместе у них родилось восемь детей, из которых только четверо сыновей: Роберт Яльмар (1829―1896), Людвиг Эммануил (1831―1888), Альфред Бернхард (1833―1896) и Оскар Эмиль (1843―1864) достигли совершеннолетия.

### Предпринимательская деятельность
В 1833 году строительной компания Нобеля была вынуждена признать себя банкротом после того, как несколько незастрахованных барж со строительными материалами затонули, а сам семейный дом Нобеля сгорел. Спасаясь от кредиторов, в 1837 году он перебрался в Турку, где развернул предпринимательскую деятельность, занимаясь продажей резины и одновременно подрабатывал архитектором в Санкт-Петербурге. В 1842 году он основал там собственный литейный завод, где трудилось больше тысячи работников. Обладая большим предпринимательским духом и талантом изобретателя, Нобель в скором времени развернул производство новых изобретений, в первую очередь военного назначения: это были скорострельная пушка; стационарные морские мины, которые во время Крымской войны защищали от вражеских кораблей Свеаборг и Кронштадт; надувные водонепроницаемые военные рюкзаки из каучука; деревянный станок для обработки фанеры; новый вид парохода; компоненты системы центрального отопления с циркулирующей горячей водой. Многочисленные заказы русской армии и благосклонность царского двора обеспечили компании процветание и Нобелю ― финансовое благополучие его семьи.

#### Производство взрывчатых веществ
В конце Крымской войны и после смерти императора Николая I в компании Нобеля, тем не менее, сложилась непростая финансовая ситуация, поскольку дополнительные заказы от российских заказчиков уже не поступали, а должники предъявляемые им счета не платили. Под давлением кредиторов управление компанией взяли на себя сыновья Эммануила, Робер и Людвиг. Эммануил Нобель в 1859 году переехал вместе с прочими членами семье обратно в Швецию. Вместе с двумя другими сыновьями, Альфредом и Эмилем, он построил там новый успешный семейный бизнес и занимался экспериментами с нитроглицерином. В 1862 разработанная его компанией субстанция, известная как Nobels sprängolja, была протестирована при взрыве горы в Швеции, а в 1863 году была официально запатентована. Однако 3 сентября 1864 года произошёл сильный взрыв в лаборатории компании, располагавшейся в Хеленеборге на берегу озера Меларен, в результате которого погиб сын Эмиль и другие работники. Для Эммануила Нобель эта трагедия оказалась большим ударом. В 1865 году он перенёс инсульт, от которого уже не мог полностью оправиться. Скончался в годовщину взрыва восемь лет спустя.

## Оценки деятельности
Историки сходятся на том, что Эммануил Нобель был одним из наиболее талантливых изобретателей и предпринимателей XIX века. Многие его честолюбивые замыслы потерпели неудачу, часто в результате составления нереалистичных планов и отсутствия возможности должного финансирования. Так или иначе, он стал основателем одной из самых успешных шведских промышленных династий. Его сыновья продолжили дело его жизни. Нобелевский парк в Евле получил своё название в честь его семьи.